# LMC X-1

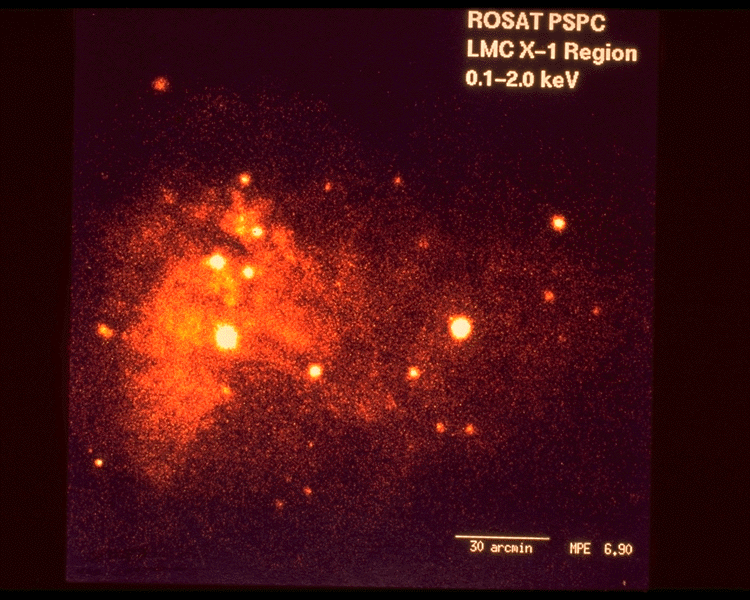
Foto do sistema binário LMC X-1 em Dezembro de 1995

LMC X-1 é o primeiro sistema binário de raios X, localizado na Grande Nuvem de Magalhães. O sistema consiste numa estrela de baixa massa e uma companheira compacta. O movimento no sistema binário indica que a companheira compacta é provavelmente um buraco negro, já que a sua elevada massa, aproximadamente cinco vezes a do Sol, deveria ser suficiente para provocar a implosão de uma estrela de neutrões.